# Emmanuel Malynski
Emmanuel Malynski (8 aprile 1875 – Losanna, 17 maggio 1938) è stato un saggista polacco, che ha scritto in francese.

## Biografia
Nato in Polonia in territorio russo, diventerà polacco, allorché la Polonia conquisterà l'indipendenza.
Portava il titolo nobiliare di conte. Era amico di Léon de Poncins con il quale scrisse La guerra occulta, il suo libro più famoso, pubblicato nel 1936 e che rappresenta una sintesi delle tesi di de Poncins, come espresse nella collana di libri La missione del popolo di Dio e che riecheggia - fino ad almeno il capitolo IX - un libro precedente, La grande cospirazione mondiale. 
Il libro attira l'attenzione di Julius Evola che lo traduce in italiano.

## Tesi
Secondo Malynski, i movimenti rivoluzionari sono finalizzati ad una vera e propria guerra di religione, piuttosto che politica e vanno collocati in uno scontro secolare e su scala internazionale tra due concezioni del mondo antagoniste. 
Malynski teorizzò una profonda affinità tra l'estrema sinistra e l'estrema destra nello scacchiere sociale: i loro reciproci interessi, infatti, non sono assolutamente in contrasto.

## Opere
- con Léon de Poncins, La Guerre Occulte, 1940 Texte en ligne
- Capital Et Propriété, Éditions Saint-Remi, ISBN 978-2-84519-516-5
- Le Peuple-Roi, Editeur: Editions Saint-Remi, ISBN 978-2-84519-512-7
- Pour Sauver L'Europe, Editeur: Editions Saint-Remi, ISBN 978-2-84519-510-3
- Le Systeme Economique De L'Avenir, Editeur: Saint-Remi, ISBN 978-2-84519-515-8
- Peuples, Voulez-Vous Manger Ou Être Mangés ?, Editeur: Saint-Remi, ISBN 978-2-84519-511-0
- Sur La Foi. Sur L'Amour. Sur La Haine., Editeur: Saint-Remi, ISBN 978-2-84519-514-1
- La Gauche Et La Droite, Editeur: Saint-Remi, ISBN 978-2-84519-513-4

Ciclo de "La Missione del popolo di Dio"
Completamente ristampato da Saint-Remi Edizioni nel 2005: LAVORI di MALYNSKI
- 1 parte. L'ERREUR DU PREDESTINE
- 2 parte. LE REVEIL DU MAUDIT
- 3 parte. LE TRIOMPHE DU REPROUVE
- 4 parte. L'EMPREINTE D ISRAËL
- 5 parte. LES ÉLÉMENTS DE L'HISTOIRE CONTEMPORAINE
- 6 parte. LA GRANDE CONSPIRATION MONDIALE
- 7 parte. JOHN BULL ET L'ONCLE SAM
- 8 parte. LE COLOSSE AUX PIEDS D ARGILE
- 9 parte. LE TRIANGLE ET LA CROIX
- 10 parte. LA VEILLÉE DES ARMES
- 11 parte. LA GRANDE GUERRE SOCIALE
- 12 parte. LA DÉMOCRATIE VICTORIEUSE
- 13 parte. LE BOULEVERSEMENT DE L'EUROPE
- 14 parte. DANS LA GALERIE DES GLACES
- 15 parte. LA NOUVELLE BABEL
- 16 parte. LES PROBLÈMES DE L'EST ET LA PETITE ENTENTE
- 17 parte. LA POLOGNE NOUVELLE
- 18 parte. L'AUBE ROUGE
- 19 parte. Une Main Cachée Dirige
- 20 parte. LES FINALITÉS COMMUNISTES DU CAPITALISME
- 21 parte. LA GRANDE ERREUR D ALEXANDRE II
- 22 parte. LE TSAR LIBÉRATEUR, FOURRIER DU BOLCHEVISME
- 23 parte. ALEXANDRE III, ARTISAN DE LA RÉVOLUTION
- 24 parte. AU SEUIL DU CATACLYSME RUSSE
- 25 parte. LA FIN DE LA RUSSIE